# Oroszország történelme
Oroszország történelme a keleti szlávok történelmével kezdődik. Az első keleti szláv állam, a Kijevi Rusz 988-ban felvette a bizánci kereszténységet, ezzel megkezdődött a bizánci és a szláv kultúra keveredése, ami meghatározó lett az oroszok történelme során. Az 1230-as években az államot bekebelezte a mongol invázió.
A 13. századot követően Moszkva vált a domináns kulturális központtá, s a Moszkvai Nagyfejedelemség Orosz Birodalommá fejlődött, mely Lengyelországtól a Csendes-óceánig terjeszkedett. A nyugati terjeszkedés rávilágított a birodalom elzártságára és fejletlenségére, és a 19. század folyamán reformok bevezetését hozta magával. 1861-ben eltörölték a jobbágyságot, de a felszabadítás feltételei kedvezőtlenek voltak a parasztokra nézve, ezzel lázongásokat szítva a birodalom területén. 1861 és 1914 között számos politikai és gazdasági reformot hajtottak végre, a cárok azonban nem voltak hajlandóak lemondani az arisztokrácia uralmáról vagy megosztani a hatalmat.
Az 1917-es oroszországi forradalmat a gazdasági válság, a háborúkba való belefásultság, a kormány arisztokratikus uralmával szembeni elégedetlenség együttesen váltotta ki. A hatalmat végül a bolsevikok szerezték meg és a Szovjetunió Kommunista Pártja 1922 és 1991 között irányította az immáron Szovjetunióba tömörülő államokat. Az 1980-as évekre az államszocializmus gyengeségei nyilvánvalóvá váltak, és a kommunista vezetők kénytelenek voltak reformokhoz folyamodni, melyek végül a Szovjetunió teljes összeomlásához vezettek.
A mai Oroszország története 1991-ben, a Szovjetunió összeomlásával kezdődik. Oroszország egyben a Szovjetunió jogutódja a nemzetközi jogban.

## A szlávok előtti népcsoportok

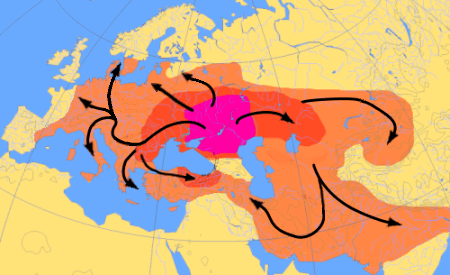
A kurgán-elmélet szerint az indoeurópai népek őshazája Dél-Oroszország területe volt.

A történelem előtti időkben Dél-Oroszország sztyeppéin nomád törzsek éltek. A klasszikus ókorban a ponto-kaszpi sztyeppét Szkítia néven ismerték. A 20. század folyamán olyan helyeken fedezték fel a sztyeppei népek maradványait, mint Ipatovo, Szintasta, Arkaim vagy Pazirik. Kr. e. a 8. század végén görög kereskedők jóvoltából a klasszikus civilizáció elérte Tanaisz és Phanagoria kereskedelmi központjait. A görög kolóniákat i. sz. a 3. században a Boszporoszi Királyság követte, melyet nomád betörések oszlattak fel a 6. századra. A nyolcadik század folyamán a Volga-medencét a Kaszpi- és a Fekete-tenger között a kazárok uralták. A kazárok voltak a balti népek és a bagdadi központú muszlim abbászidák közötti kereskedelem biztosítói. A kazárok a Bizánci Birodalom fontos szövetségesei voltak, és számos sikeres háborút vívtak az arab kalifátusok ellen.

## Az orosz történelem kezdetei

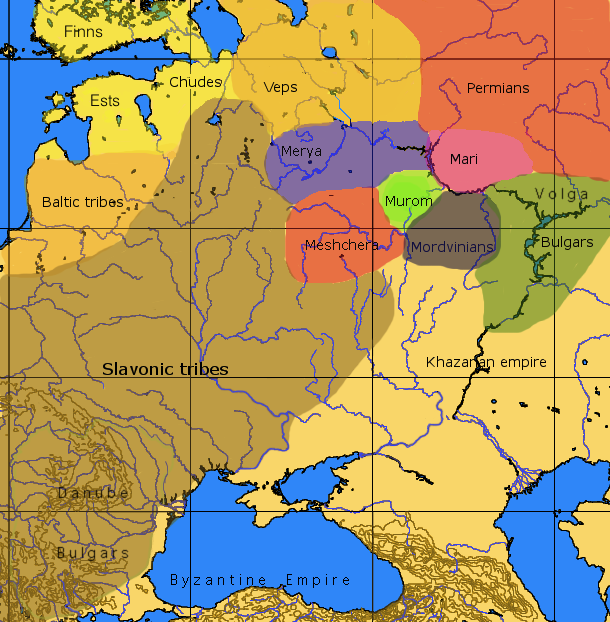
Az orosz földön élő népek a varégok érkezésekor

A keleti szláv népek közé tartozó oroszok elődei Kr. e. a II. században váltak el az indoeurópai népektől, majd a 6-7. században kezdték meg bevándorlásukat a mai Oroszország területeire. Az általánosan elfogadott vélemény szerint a szlávok őshazájának az Elba–Dnyeper és Balti-tenger–Kárpátok közötti terület tekinthető. Több hullámban érkeztek a sztyepp-övezettől északra eső erdős vidékre, ahol a földművelésre alkalmas területeken egymással csak nagyon laza kapcsolatban álló települési csoportokat hoztak létre, beolvasztva a környéken élő finnugor és balti népcsoportok (merják, muromák, vótok) egyes elemeit. A 10-15. században egészen a Fehér-tengerig és az Urálig eljutottak.
A Kijevi Rusz történetét felölelő Régmúlt idők elbeszélése tanúsága szerint a 8-9. században a területen élő szlávoknál már kialakultak a területi-politikai képződmények, 15 nagy törzset (vagy törzsszövetséget) különböztetnek meg. A krónika a poljanokat, a szeverjanokat, az ulicsokat, a tiverceket, a drevljanokat, a dregovicsokat, a krivicseket, a radimicseket, a szlovéneket és a fehér horvátokat említi, mint szláv törzseket. A szlávok alapvetően földművelő nép volt, a törzsek egymás közt kereskedtek, a folyók mentén kereskedelmi központokként is működő városokat építettek. A déli részeken letelepedett szlávok kapcsolatba kerültek a kazárokkal és a magyarokkal is, akik adóztatták a földművelő szlávokat. A 12. században találkoztak először államalakulattal a térségben, a csuvasok Volgai Bulgáriájával.
A 9. században megjelentek a térségben, a nagy folyók mentén a vikingek vagy normannok, akiket errefelé varégoknak neveztek. Fegyveres kereskedő csoportjaik a Dnyeper, illetve a Volga mentén eljutottak a Balti-tengertől a Fekete- és a Kaszpi-tengerig. Megjelenésük katalizálta a helyi gazdasági, társadalmi, politikai fejlődést. A varégokat a Volga-menti ezüstkereskedés vonzotta, a környező falvakban raboltakat a szlávok kereskedővárosaiban értékesítették. Később szorosabbra fűzték a kapcsolatot a helyi törzsekkel, sarcért cserébe védelmet ígértek nekik más viking törzsekkel szemben. 830 környékén a Volga mentén, nem messze a mai Rjazanytól az immáron ruszoknak nevezett északiak létrehozták első központjukat, melynek vezetője a Kazár Birodalom vezetőjéhez hasonlóan kagánnak hívta magát. Ezt a Volga-menti rusz kaganátust tekinthetjük a Kijevi Rusz elődjének.
Az első orosz uralkodóház, a Rurik-dinasztia a varégoktól származtatta magát. Etnikailag azonban a szláv többség körében néhány generáció alatt teljesen elszlávosodtak. I. Rurik, a dinasztia alapítója Novgorodban uralkodott, utódját, Oleget tartják a Kijevi Rusz alapítójának.

## Az első orosz állam
A Kijevi Rusz kiterjesztette hatalmát a mai Ukrajna, Fehéroroszország, valamint Oroszország nyugati területeinek nagy részére. A Rurikidák a legtöbb hercegségben megszerezték a vezető szerepet, azonban az egyre erősebb uradalmak, lassan belviszályokat okoztak, amelyek lassan felemésztették a Ruszt. Kijev lassú hanyatlása mellett fokozatosan vált egyre jelentősebbé a Vlagyimiri Nagyfejedelemség. De 1237-ben az orosz fejedelemségek keleti határainál megjelentek a mongolok, akiknek seregei előtt sorra estek el a legerősebb államok, így Vlagyimir is.
Ebben az ínséges időszakban emelkedett fel a Moszkvai Nagyfejedelemség, ugyanis az egyetlen fejedelemség volt, amely jó kereskedelmi lehetőségeit kihasználva meg tudott egyezni a mongol hódítókkal, és fejlődni tudott. A gyarapodó fejedelemség lassan úgy megerősödött, hogy képes volt legyőzni a mongol hordákat, és uralma alatt egyesíteni az orosz területeket. A 15. századra már a moszkvai fejedelmek felvehették az egész Rusz uralkodója címet, és később innen alakult ki a cári Oroszország.
A 17. század elején súlyos belső válság, polgárháborús helyzet sújtotta Oroszországot, ami később a zűrzavaros idők nevet kapta a történetírásban.

## Romanov-dinasztia
Mihály cár 1613-ban megalapította az 1917-ig uralkodó Romanov-dinasztiát, amelynek legjelentősebb alakja I. Péter orosz cár volt. 1689-től erős, nyugati mintára szervezett államot hozott létre. Az őt követő cárok idején a fejlődés megtorpant, elnyomó hatalmuk általános elégedetlenséghez vezetett, 1917-ben megdöntötték a monarchiát, és a bolsevikok vették át a hatalmat.

## Szovjetunió
A bolsevikok hatalomra kerülése után az 1918-ban megtartott szovjetek (tanácsok) összorosz kongresszusa tanácsköztársasággá kiáltotta ki Oroszországot. Az ezt követő polgárháború idején alakult meg az Ukrán, a Belorusz és a Kaukázusontúli Szovjet Szocialista Köztársaság. 1922-ben Oroszország és három másik szovjetköztársaság megalakította a Szovjet Szocialista Szövetségi Köztársaságot, a Szovjetuniót. A többi tagköztársaság az 1930-as évek folyamán csatlakozott az orosz expanziós törekvések hatására. A rendkívül soknemzetiségú országot 1991-ig 15 tagköztársaság, 20 autonóm köztársaság, 8 autonóm körzet és 10 autonóm terület alkotta, amelyeket összesen 120 régióra és körzetre, valamint 3217 kerületre osztottak. Egyes területek autonómiája csak formális volt, valójában mindent Moszkvából irányítottak.
A Szovjetunió a majdnem 70 éves fennállása alatt szuperhatalommá vált.
1985-től a Gorbacsov által megfogalmazott és megkezdett nyitás (glasznoszty) és átalakítás (peresztrojka) hatására megkezdődött a Szovjetunió belső felbomlása, megerősödtek a nacionalista függetlenségi törekvések, főként a Baltikumban és a Kaukázus vidékén. A folyamat 1991 augusztusáig tartott, amikor a sikertelen puccsot követően a tagköztársaságok egymás után kiáltották ki a függetlenségüket, és elszakadtak a központi hatalomtól. A Szovjetunió hivatalosan 1991. december 25-én szűnt meg.

## Az önálló Oroszország
A jogfolytonosságot Oroszország vette át a nemzetközi szervezetekben. A nemzetiségi függetlenségi törekvések Oroszországon belül is tovább erősödtek. Ezek közül a legfontosabb a függetlenségét 1991 novemberében kinyilvánító Csecsenfölddel vívott két véres háború. Az első (több mint 100 000 áldozatot követelő) 1994-1996 között tartott, a másik 1999-től napjainkig is tart.

### Államfők
- 1991. június 12. – 1999. december 31.: Borisz Jelcin
- 1999. december 31. – 2008. május 7.: Vlagyimir Putyin
- 2008. május 7. - 2012. május 7.: Dmitrij Medvegyev
- 2012. május 7. óta: Vlagyimir Putyin

## Lásd még
- Oroszország uralkodóinak listája